# Frijolal
Frijolal es una localidad peruana ubicada en el distrito de Santo Domingo, perteneciente a la provincia de Morropón del departamento de Piura, al norte del Perú. 

## Ubicación
Frijolal se ubica al norte de la provincia de Morropón, en el distrito de Santo Domingo, en el departamento de Piura.

## Demografía
En 2017 Frijolal tenía una población de 14 habitantes.
| Gráfica de evolución demográfica de Frijolal entre 1993 y 2017 |
|                                                                |
| Fuentes: Población 1993 y 2017                                 |